# 灵佑庙
29°46′4.36″N 121°42′40.13″E / 29.7678778°N 121.7111472°E
灵佑庙位于中国浙江省宁波市鄞州区东钱湖镇绿野村西侧1公里处，建于清嘉庆年间，建筑坐北朝南，由门楼、大殿、东西厢房组成四合院，大殿为五开间，天井处设有戏台。据《鄞县通志》，庙原为王安石庙，建于山之深岙，因绿野、下水两村村民致祭深感不便且年久失修，故争相建庙，下水村民抢得王荆公神像，建忠应庙，绿野村民争得荆公神主牌位，建此庙。2016年修缮，2023年9月1日公布为宁波市文物保护单位。